# Kardinalska imenovanja pape Siksta V.
Papa Siksto V. za vrijeme svoga pontifikata (1585. – 1590.) održao je 8 konzistorija na kojima je imenovao ukupno 33 kardinala.

## Konzistorij 13. svibnja 1585. (I.)
1. Alessandro Damasceni Peretti, pranećak Njegove Svetosti, rimski klerik

## Konzistorij 18. prosinca 1585. (II.)
1. Enrico Caetani, aleksandrijski naslovni patrijarh
2. Juraj Drašković, kaločko-bački nadbiskup, Mađarska
3. Giovanni Battista Castrucci, kijetijski nadbiskup
4. Federico Cornaro, stariji, O.S.Io.Hieros., padovski biskup
5. Ippolito de' Rossi, pavijski biskup
6. Domenico Pinelli, stariji, bivši fermski biskup
7. Decio Azzolini, stariji, papin tajnik, cervijski biskup
8. Ippolito Aldobrandini, stariji, saslušatelj Svete Rimske rote i bilježnik Njegove Svetosti[a]

## Konzistorij 16. studenoga 1586. (III.)
1. Girolamo della Rovere, torinski nadbiskup
2. Philippe de Lénoncourt, savjetnik francuskoga kralja, bivši okserski biskup, Francuska
3. Girolamo Bernerio, O.P., askolsko-picenski biskup
4. Antonio Maria Gallo, biskup Perugie
5. Costanzo da Sarnano, O.F.M.Conv.
6. Girolamo Mattei, saslušatelj Apostolske komore
7. Benedetto Giustiniani, referent i glavni blagajnik
8. Ascanio Colonna, opat samostana sv. Sofije, Benevento

## Konzistorij 7. kolovoza 1587. (IV.)
1. William Allen, engleski klerik, apostolski protonotar

## Konzistorij 18. prosinca 1587. (V.)
1. Scipione Gonzaga, jeruzalemski naslovni patrijarh
2. Antonmaria Sauli, đenovski nadbiskup
3. Giovanni Evangelista Pallotta, bilježnik Njegove Svetosti, nadbiskup Cosenze
4. Pierre de Gondi, pariški biskup, Francuska
5. Stefano Bonucci, O.S.M., arezanski biskup
6. Juan Hurtado de Mendoza, katedralni arhiđakon u Toledu, Španjolska
7. Hughes de Loubenx de Verdalle, veliki meštar Reda sv. Ivana Jeruzalemskoga
8. Federico Borromeo, stariji, komornik Njegove Svetosti

## Konzistorij 15. srpnja 1588. (VI.)
1. Gianfrancesco Morosini, biskup Brescije

## Konzistorij 14. prosinca 1588. (VII.)
1. Agostino Cusani, apostolski protonotar, referent Sudišta Apostolske signature pravde i milosti, generalni saslušatelj kauza pred Apostolskom komorom
2. Francesco Maria Bourbon del Monte Santa Maria, referent Sudišta Apostolske signature pravde i milosti

## Konzistorij 20. prosinca 1589. (VIII.)
1. Mariano Pierbenedetti, martoranski biskup, rimski guverner i vice-kamerlengo Svete Rimske Crkve
2. Gregorio Petrocchini, O.E.S.A., generalni prior svoga reda
3. Charles III de Lorraine-Vaudémont, izabrani biskup Metza, Francuska
4. Guido Pepoli, glavni blagajnik Njegove Svetosti